# Telechips
Telechips Inc. – południowokoreańskie przedsiębiorstwo z branży półprzewodnikowej, założone w 1999 roku. Jego oferta obejmuje procesory i układy scalone do zastosowania w branży motoryzacyjnej i dekoderach.
Przedsiębiorstwo zatrudnia 270 osób. Jego siedziba mieści się w Seulu.